# بابا نظر (نجف أباد)
بابا نظر (بالفارسية: بابانظر) هي قرية تقع في إيران في Najafabad Rural District. يقدر عدد سكانها بـ 7 نسمة بحسب إحصاء 2016.